# Xavi Rabaseda
Xavier "Xavi" Rabaseda Bertrán (Ripoll, 24 de fevereiro de 1989) é um basquetebolista profissional espanhol que atualmente joga no San Pablo Burgos. O atleta possui 1,98m e pesa 84 kg e pesa 93kg, atuando na posição Ala-armador e armador. O atleta possui 1,98m e pesa 84 kg e pesa 93kg, atuando na posição Ala-armador e armador. 